# رونالد كيم
رونالد كيم (بالإنجليزية: Ronald Kim)‏ هو لاعب رياضة إلكترونية ‏ أمريكي، ولد في 3 ديسمبر 1983.